# Световна война
Световна война е война, в която участват повечето от големите военни сили в света. Въпреки че няколко глобални конфликта могат да се разглеждат като „световни войни“ (например Студената война и Войната срещу тероризма), терминът се използва най-вече ретроспективно за двата големи международни конфликта през 20 век, които са безпрецедентни по мащаб и количество жертви:
- Първата световна война (1914 – 1918);
- Втората световна война (1939 – 1945).

Преди избухването на Втората световна война, Първата световна война се е наричала просто Голямата война.